# Білоруський державний музей історії Великої Вітчизняної війни

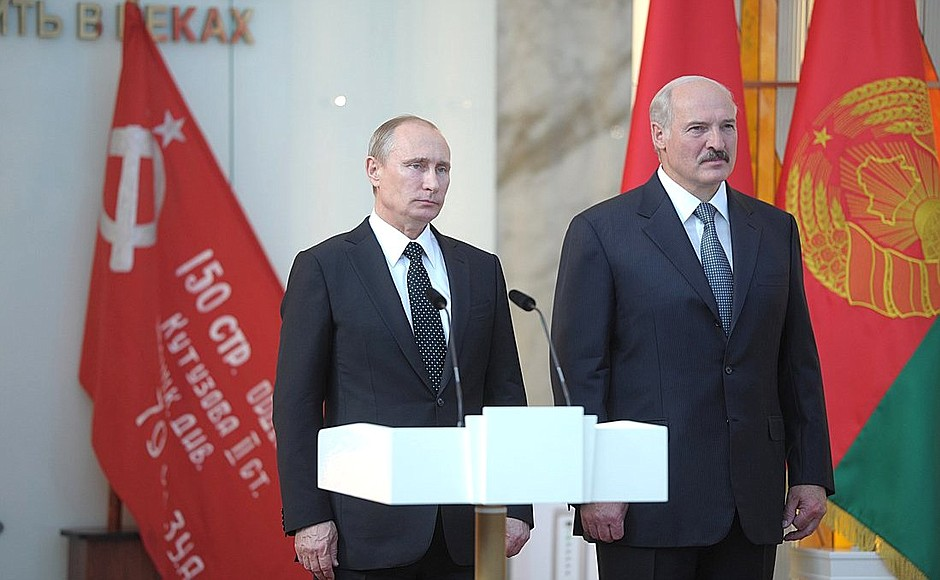
Володимир Путін та Олександр Лукашенко на відкритті музею у 2014 році

Білоруський державний музей історії Великої Вітчизняної війни (біл. Беларускі дзяржаўны музей гісторыі Вялікай Айчыннай вайны) — найбільше у Білорусі сховище реліквій Великої Вітчизняної війни та один з найважливіших центрів громадсько-патріотичного виховання.

## Історія
Заснований 30 вересня 1943 року згідно з постановою Бюро ЦК КП(б)Б. Відкритий 7 листопада 1944 року, невдовзі після визволення Білорусі. Таким чином, Білоруський державний музей історії Великої Вітчизняної війни став першим музеєм, присвяченим подіям Другої Світової війни, відкритим під час воєнних дій. На своєму сучасному місці він знаходиться з 1966 року.

## Будівля

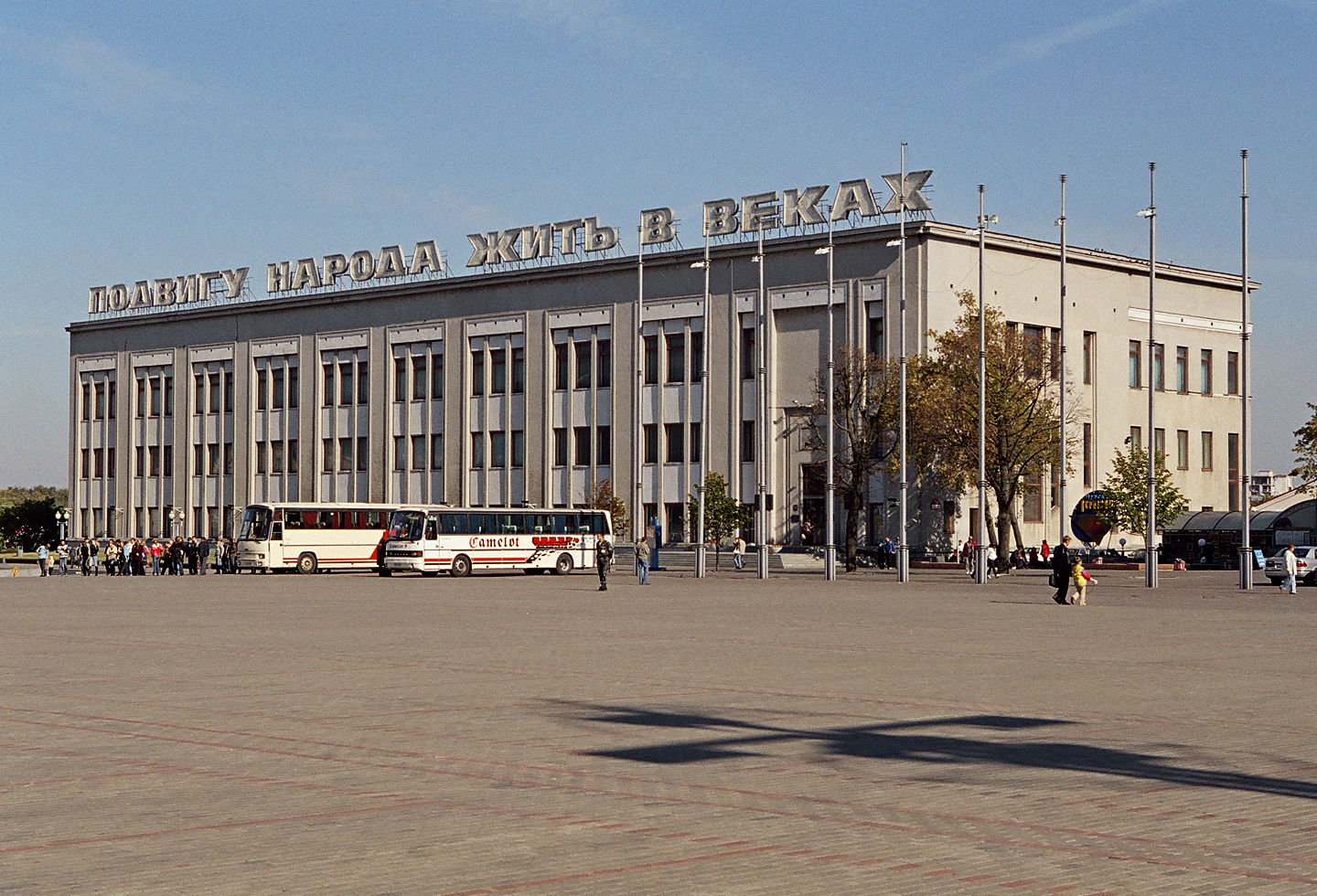
Попередня будівля музею біля Жовтневої площі, Мінськ

Попередня головна будівля Білоруського державного музею історії Великої Вітчизняної війни знаходиться у центрі Мінська, за адресою проспект Незалежності, 25а, — біля Жовтневої площі. Її було збудовано у 1964 році за проектом архітекторів Г. Бенедиктова та Г. Заборського. Музей переїхав до цієї будівлі у 1966 році, а 1967 року було відкрито оновлену еспозицію.
Спорудження нової будівлі музею, яка знаходиться поряд з монументом «Мінськ — місто-герой», почалося у квітні 2010 року. Головном архітектором став Віктор Крамаренко — автор будівель Національної бібліотеки Білорусі та Мінського залізничного вокзалу. Її відкриття планувалося на 9 травня 2014 року, проте через відкриття Чемпіонату світу з хокею цю подію було відкладено на два місяці. Церемонія відкриття нової будівлі музею відбулася 2 липня 2014 року, напередодні Дня незалежності Білорусі, в присутності президента країни Олександра Лукашенка та президента Росії Володимира Путіна.
За проектом, будівлю «Архітектурний салют Перемоги» (на його променях розміщено скульптурні барельєфи із вписаними на них іменами Героїв Радянського Союзу) вінчає скляний купол. Її збудовано біля стели «Мінськ — місто-герой», поруч з нею знаходиться Площа Героїв, прикрашена фонтаном із 179 струменів, кожен з яких символізує один з населених пунктів Білорусі, визволених Червоною Армією в роки війни, та Парк Перемоги. Головний фасад будівлі нагадує промені Салюту Перемоги.
Також музей складається з чотирьох блоків, присвячених різним рокам війни. У музеї надаються аудіогіди; також він оснащений плазменими екранами, що демонструють фото- та кінохроніку. Інфокіоск знайомить з фронтовими листами.

## Фонди
У фондах музею міститься близько 142 тисяч одиниць зберігання. Вони використовуються для демонстрації експозицій, патріотичних заходів та дослідження матеріалів періоду війни.

## Площа експозиції
Загальна площа музею складає 15 тис. м², а експозиційна — 3,6 тис. м², представлена 24 залами. У музеї пропонуються оглядові та тематичні екскурсії за всіма періодами та аспектами Великої Вітчизняної війни.

## Наукова праця співробітників музею
Співробітники музею також проводять історичні дослідження. Зокрема, проводиться вивчення таких тем, як білоруси у Червоній Армії, місцеві антифашистські й партизанські рухи опору та історія концтабору Аушвіц.
До обов'язків співробітників музею також входять:
- підготовка наукових довідок;
- побудова стаціонарної експозиції;
- складання довідників, альбомів та виступи у ЗМІ.

## Приклади експонатів

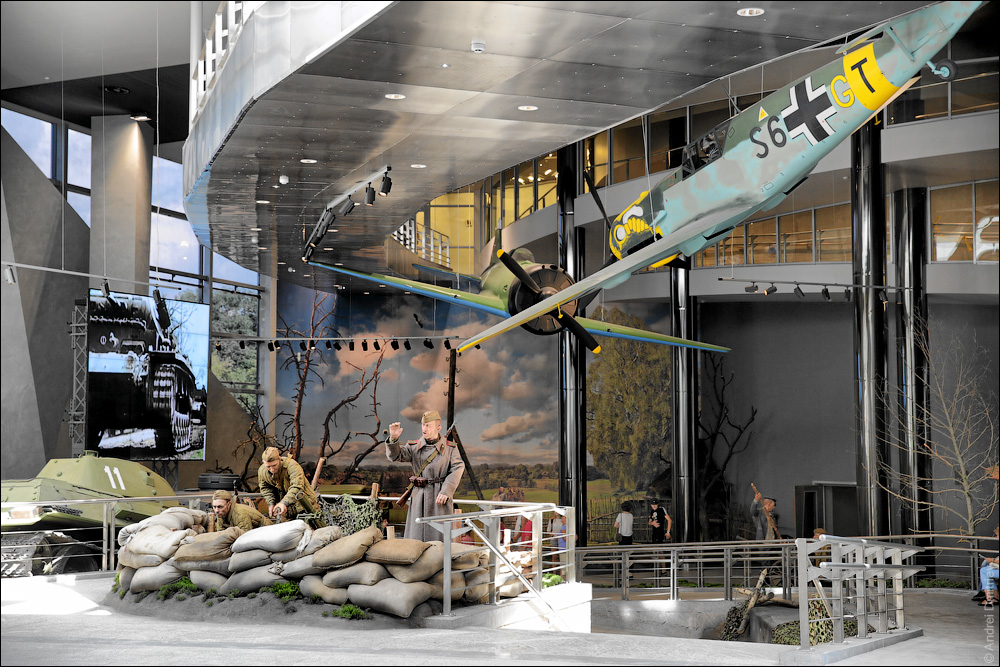
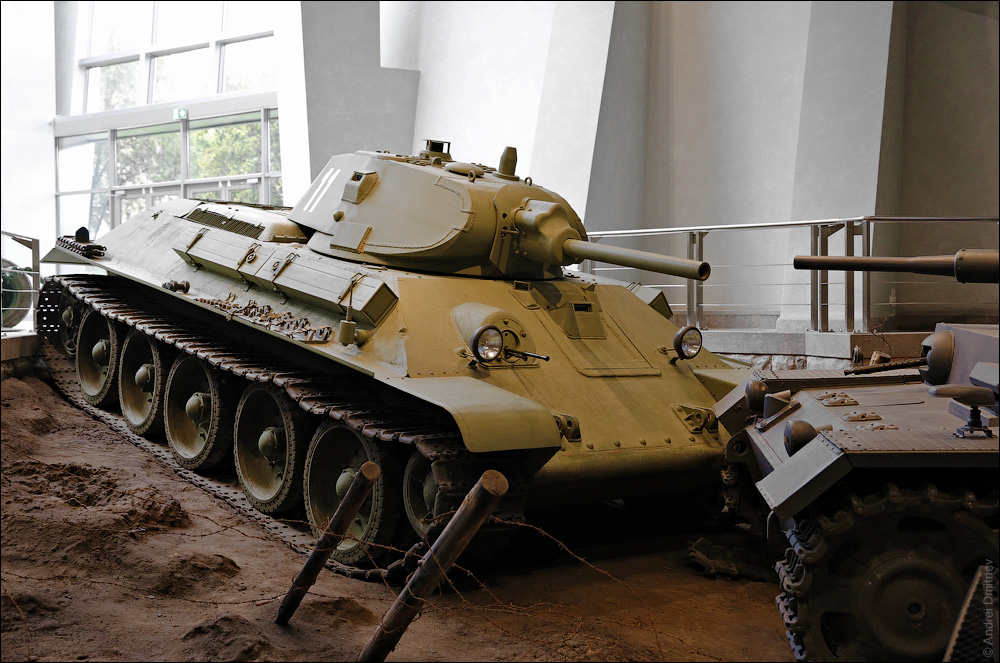
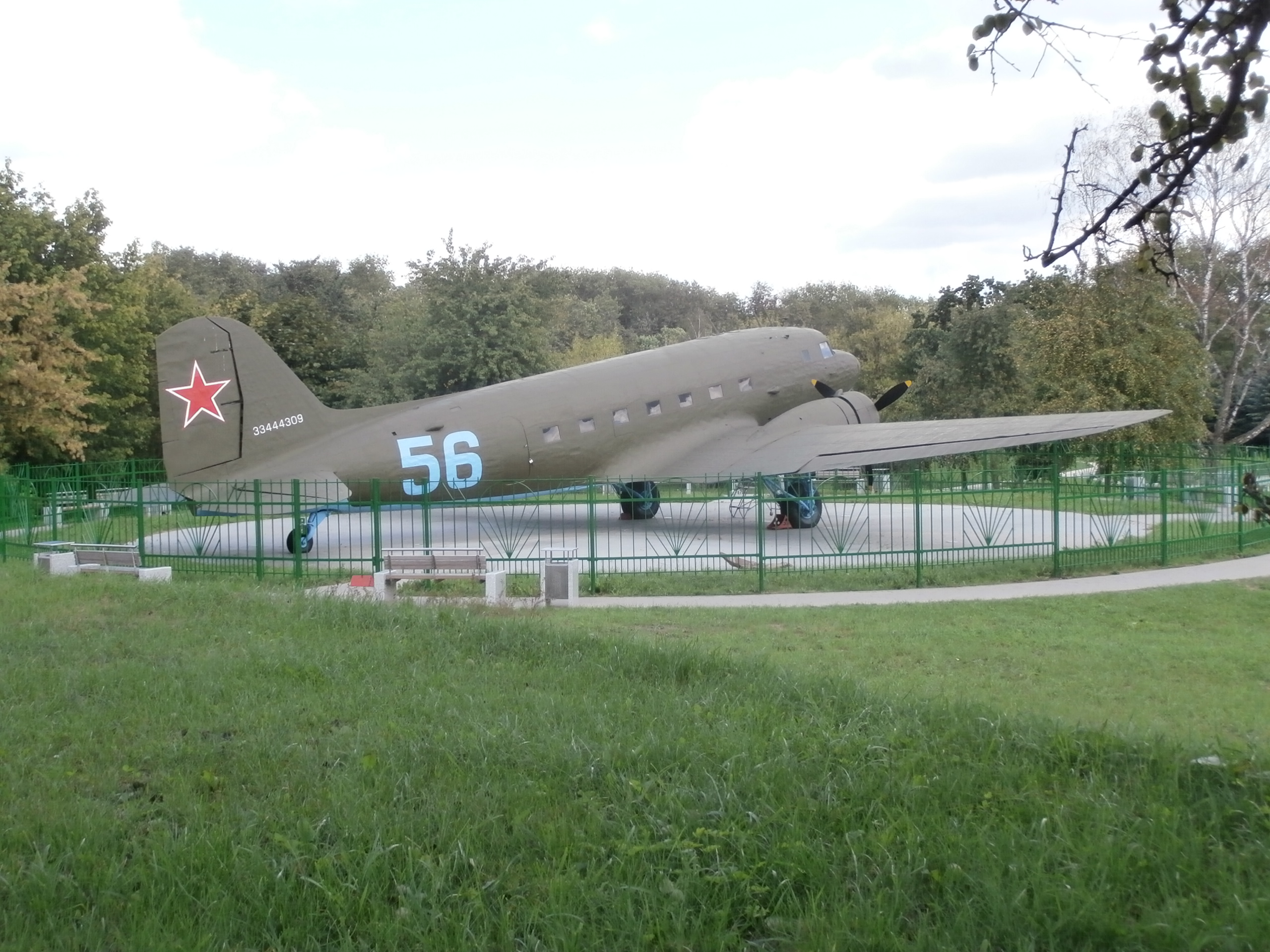
Літак Лі-2